# Église Saint-Jean-Apôtre de Régnié-Durette
L'église Saint-Jean-Apôtre de Régnié-Durette est une église paroissiale située dans le Beaujolais, conçue par l'architecte Pierre Bossan.

## Histoire

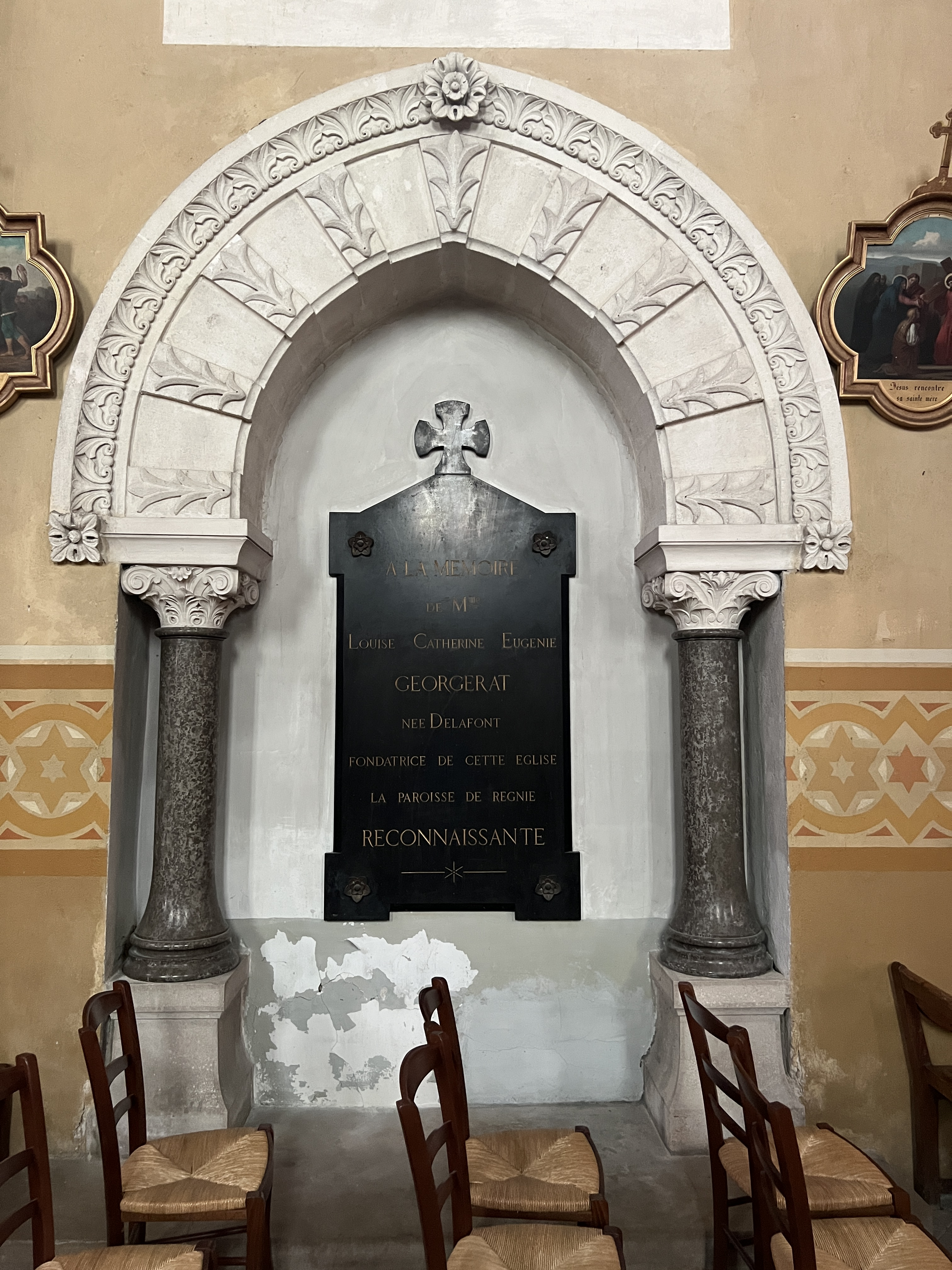
Plaque commémorative du legs de Mme Georgeat

L'église est commencée en 1867 pour remplacer la précédente trop petite et vétuste comme beaucoup d'églises de cette époque. Le terrain est donné par Mme Georgerat qui l'aurait fait en réparation de l'excommunication de son oncle, clerc ayant prêté serment à la république.

## Architecture
L'église est typique du style de Bossan, à savoir des variations de pierres et des décors très ornés dans un style qualifié de romano-byzantin dans un pur esprit de l'éclectisme du XIXe. Des colonnes en encorbellement aussi bien à l'extérieur qu'à l’intérieur. L'église est souvent comparée à la basilique Notre-Dame de Fourvière, commencée peu de temps après mais dont on sait que les plans étaient déjà en partie dessinés depuis 1850.
Cette comparaison est plutôt juste, les deux églises partagent un plan quasi identique avec une nef à voute d'ogive séparée par les colonnes des bas-côtés très ouverts sur la nef avec des voûtes en berceau transversal, idéal d'un point de vue structurel. On retrouve cette configuration dans de très nombreuses églises de Bossan pendant toute sa vie, ainsi c'est le cas de l'église Notre-Dame-du-Rosaire de Marseille ou bien de l'église de l'Immaculée-Conception de Lyon qui partage en plus les piliers cylindriques flanqué de colonnes, motif roman.

Il est intéressant de noter que l'abside, est un modèle réduit de celle de Notre-Dame-de-Fourvière, reconnaissable à sa forme en demi cercle, percé de haut en bas par de grandes lancettes gothiques.

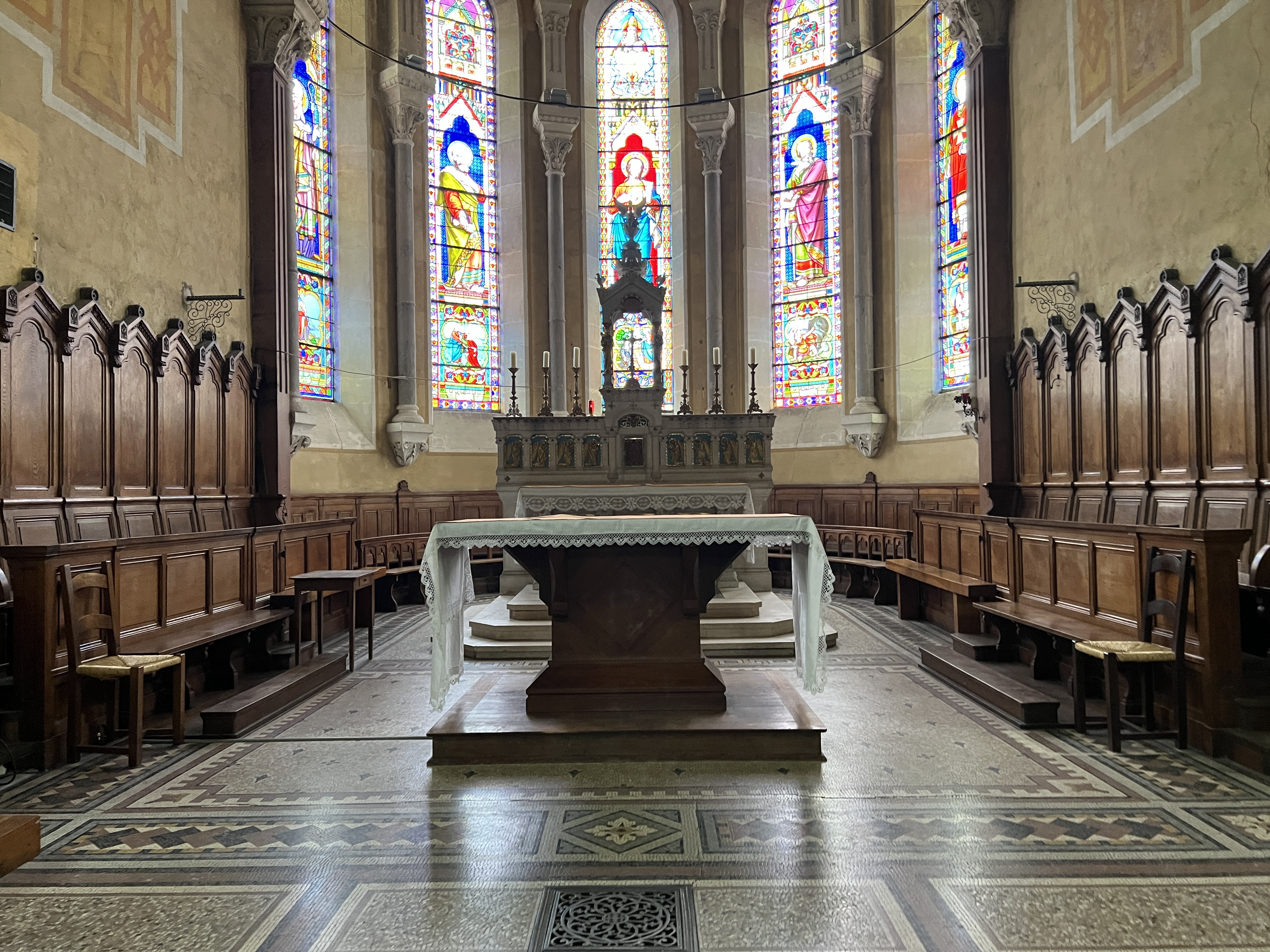
Chœur de l'église
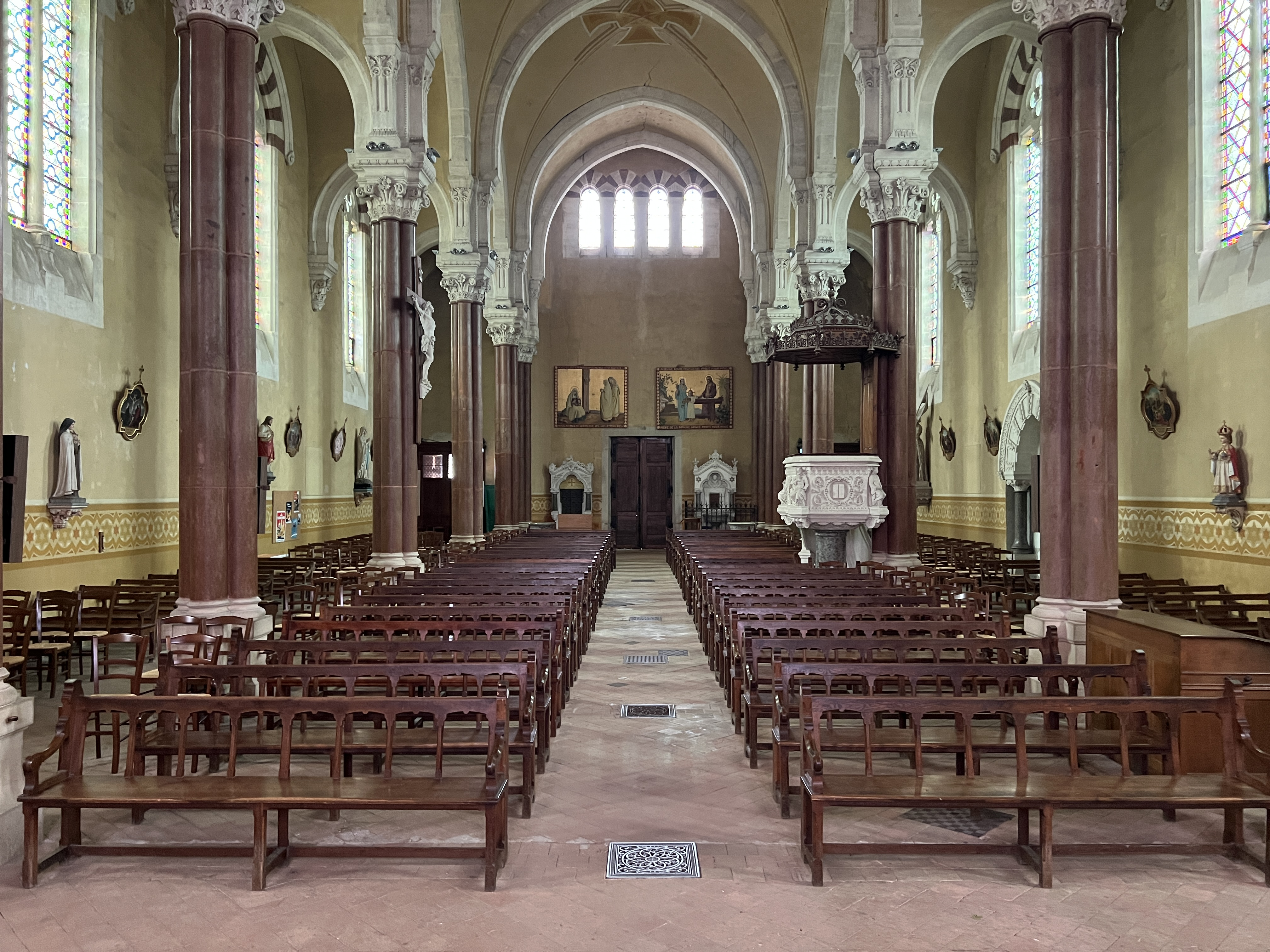
Nef de l'église
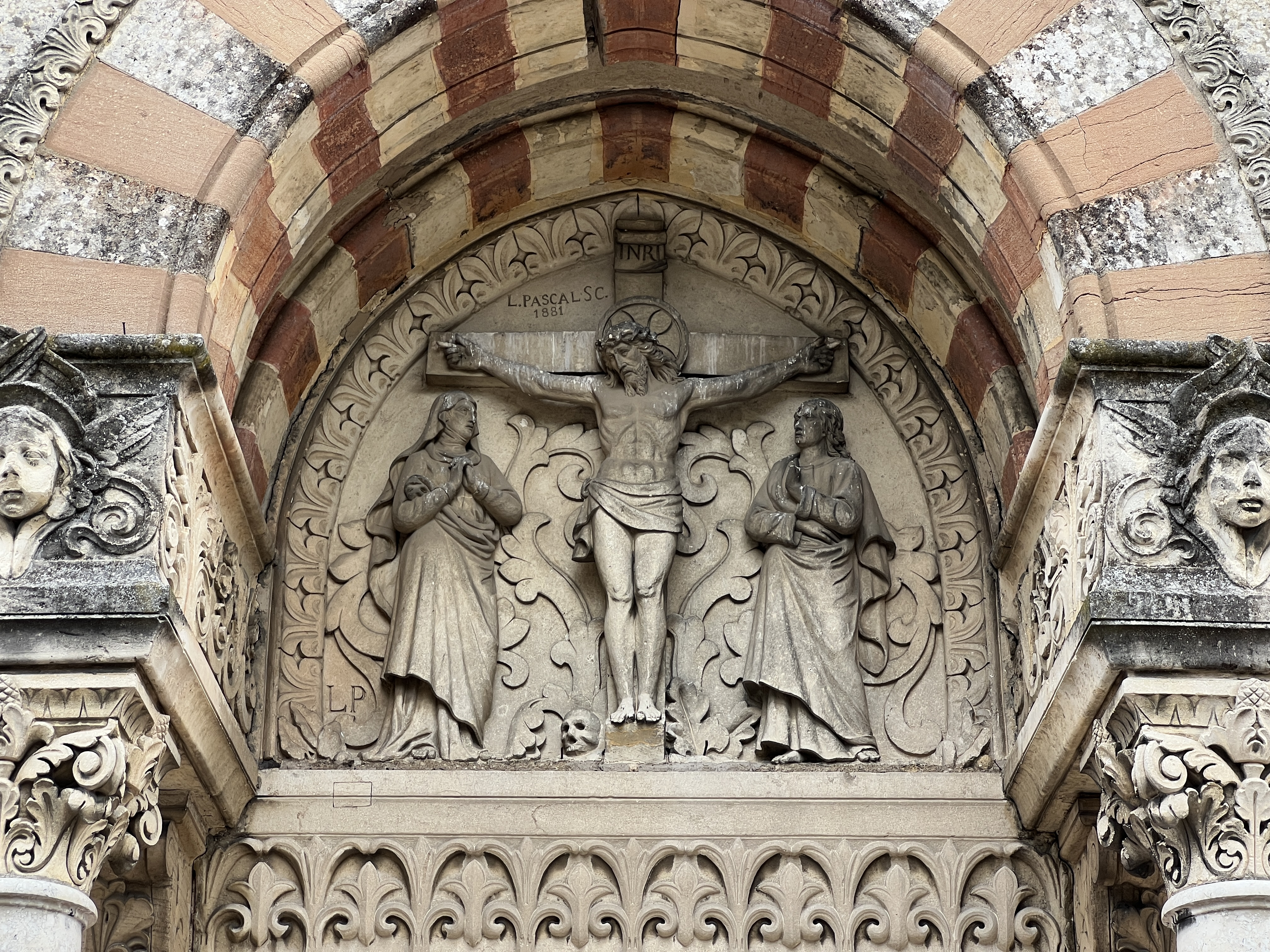
Tympan de l'entrée

## Restauration
En 2020, est créé une association avec pour but la restauration de l'église, la somme nécessaire prévue est de 2M€. Elle fait partie des 100 premiers bâtiments sélectionnés par la collecte nationale créé en 2023 pour sauver le patrimoine religieux. En 2024 elle a aussi fait partie des gagnant du Loto du patrimoine pour 300 000€ d'aides.